# 쿠드스군
쿠드스군 (페르시아어: نیروی قدس Nīrū-ye Qods, 페르시아어: سپا قدس, Sepāh-e Qods, 영어: Quds Force)은 이란의 이슬람 혁명 수비대의 특수 부대로 해외 작전을 담당하고 있다. 쿠드스군의 최고 지휘는 이란의 최고 지도자인 알리 하메네이가 맡고 있다. 사령관은 에스마일 가니이고, 부사령관은 아흐마드 사부리이다. 군에 대해서 알려진 것이 많지 않지만, 2007년 이후 병력 규모는 15,000명으로 추정된다. 미국은 쿠드스군을 2007년 이래 대테러 작전의 지지자로 지정했다.

## 역사
이란-이라크 전쟁 당시 창설된 쿠드스군은 이슬람 혁명 수비군의 특별 부대의 일부였다. 전쟁 기간과 그 이후 이들은 사담 후세인과 맞서 싸우는 쿠르드인을 지지했다. 1982년 쿠드스군은 레바논으로 파견되었고, 그곳에서 부대원은 헤즈볼라를 지원했다. 군대는 이웃 국가인 아프가니스탄으로 작전 영역을 넓혔고, 1980년대 모하마드 나지불라의 공산 정부에 맞서 압둘 알리 마자리의 시아파 군벌인 헤즈베 와흐닷을 지원했다. 이후 이들은 탈레반에 맞서 아흐마드 샤 마수드의 북부동맹(아프가니스탄 구국 이슬람 통일전선)에 자금을 대주기 시작했다. 그러나 최근에 쿠드스군은 탈레반 반군을 돕고 있는 것으로 추정되고 있다. 유고슬라비아 전쟁 중 보스니아계 세르비아인들과 싸우는 보스니아계 이슬람인들을 쿠드스군이 지원했다는 보고도 몇 개 있다. 그러나 2020년 1월 3일에 미군의 바그다드공항 드론 공습으로 인해 이 부대의 사령관이던 가셈 솔레이마니 소장이 이라크의 시아파 민병대인 인민동원군의 부사령관인 아부 마흐디 알 무한디스를 비롯한 7명과 함께 폭사했으며, 이란 최고지도자 알리 하메네이는 즉각 긴급 성명을 통해 "그의 순교는 일생을 통한 그의 헌신에 대한 신의 보상"이라며 "그가 흘린 순교의 피를 손에 묻힌 범죄자들에게 가혹한 보복이 기다리고 있다.고 살벌하게 경고했다. 그리고 후임 사령관으로 부사령관이던 에스마일 가니 준장을 전격 임명했다.
이집트 신문인 알아흐람에 따르면 옛 이란 대통령 마무드 아마디네자드가 1980년대 후반 이라크의 라마잔 감옥에 갇혀 있을 때 군 양성을 후원했다고 밝혔다.

## 임무
2010년 1월, 워싱턴 근동정책연구회에 따르면 쿠드스군의 임무는 확장되었고, 미국과 이스라엘을 비롯하여 서구 국가들을 목표로 한 공격을 헤즈볼라와 연동해 시작했다고 밝혔다.

## 사령관 사망
2019년 12월 27일, 이라크에서 미국 민간인 1명이 로켓포 피격으로 사망한 사건이 이번 공습을 크게 자극한 요인이 됐다. 미국은 그동안 자국민이 공격당했을 때 무력 대응에 나서겠다고 경고했는데, 이란이 이 레드라인을 넘어섰다고 판단한 셈이다.
12월 29일, 폼페이오 국무장관과 마크 에스퍼 국방장관은 트럼프 대통령이 머물던 플로리다 마러라고 리조트를 찾아가 확보된 섬세한 관련 정보를 제공했고, 이것이 공습 결정을 이끌었다. 자위권에 해당하는 일이어서 의회의 승인을 받지 않고도 대통령이 권한을 행사할 수 있다고 백악관 참모들이 판단했다. 판단과정에서 폼페이오 장관, 마크 밀리 합참의장, 믹 멀베이니 백악관 비서실장 대행, 로버트 오브라이언 국가안보보좌관 등 고위 관료들에게 둘러싸였고, 전화로 다른 고문들의 조언을 구했다.
2020년 1월 2일, 이라크 바그다드 국제공항에 도착한 가셈 솔레이마니 사령관(육군 소장)은 아부 마흐디 알무한디스 시아파 민병대(하시드 알사비) 부사령관 등과 차량으로 이동 중 미군 무인기 MQ-9 리퍼의 공습으로 폭사했다. 차량에 헬파이어 미사일 3발이 명중했으며, 폭격으로 솔레이마니 이란혁명수비대 정예군 사령관과, 알무한디스 민병대 부사령관 등 8명이 사망했다. 가셈 솔레이마니 장군은 22년간 쿠드스군 사령관을 맡았으며 2011년 육군 소장으로 진급했다.
이란 혁명수비대 정예부대인 쿠드스군 사령관인 솔레이마니가 계급은 비록 소장이지만 그가 하메네이 다음으로, 이란의 사실상 ‘권력 서열 2인자’이다. 이슬람 혁명 수비대의 총사령관은 호세인 살라미 장군인데, 육군 중장이다. 여러 국가에서 사성장군인 대장이 아니라 삼성장군인 중장이 군의 총사령관인 경우가 있다.
2020년 1월 3일, 이란 최고지도자 아야톨라 알리 하메네이가 가셈 솔레이마니 사령관의 후임으로 부사령관이던 이스마일 가니 준장을 이란 혁명수비대 정예부대 쿠드스군 총사령관에 임명했다.

## 같이 보기
- 가셈 솔레이마니
- 이슬람 혁명 수비대(IRGC)